# Umika Kawashima
Umika Kawashima (川島海荷, Kawashima Umika, née le 3 mars 1994 à Niiza, au Japon) est une idole japonaise, chanteuse et actrice. Elle débute en 2007 en tant que membre du groupe de J-pop 9nine, et tourne en parallèle dans de nombreux drama pour la télévision et quelques films. Elle est rattachée à l'agence LesPros entertainment inc..

## Biographie
En septembre 2005, alors en 6e année d'école primaire, elle est repérée à Shibuya par des recruteurs de Lévi productions. Sa première apparition se déroule dans une publicité pour le magasin la marque de magasin Isetan de Tachikawa. En septembre 2006, elle commence sa carrière d'actrice dans le drama Dare Yorimo Mama o Ai su. En janvier 2007,  elle devient membre du groupe d'idole J-pop 9nine. En mars de la même année, sort son premier CD. En juillet 2008, elle joue dans le film Tengokude kimini Aetara. En octobre 2008, elle joue le rôle de la sœur du héros du drama Bloody Monday. En octobre 2009, elle obtient le rôle principale du film Ketai Kareshi. De plus, elle obtient le prix de la meilleure jeune actrice pour son rôle dans le drama Aishiteru: Kaiyō. En juillet 2010, elle chante deux des chansons pour le film Watashi no Yasashikunai Senpai en plus de jouer le rôle principal. Cela marque son premier single en solo. En janvier 2011, elle joue pour la première fois le rôle principal d'un drama dans Heaven's Flower The Legend of Arcana. En 2012, elle est diplômée du lycée Horikoshi et s'enrôle dans l'université de Meiji.

## Filmographie

### Séries TV
Drama
- 2006 - Dare Yorimo Mama wo Ai su (Fuji TV)
- 2006 - Yakusha Damashii ! (Fuji TV)
- 2007 - Iryu -Team Medical Dragon- 2 (Fuji TV) [épisode 6 & 7]
- 2007 - Code Blue (Fuji TV) [épisode 1]
- 2008 - Bloody Monday (TBS)
- 2009 - Kiina (NTV) [épisode 2]
- 2009 - Aishiteru (NTV)
- 2010 - Bloody Monday 2 (TBS)
- 2010 - Kaibutsu-kun (NTV)
- 2010 - 99-nen no Ai ~ Japanese Americans (TBS)
- 2011 - Heaven's Flower (TBS)
- 2011 - Kôkôsei restaurant (NTV
- 2011 - Hanawake no Yon Shimai (TBS)

Anime
- 2011 - Star Driver ~Kagayaki no Takuto~

### Films
- 2007 - Life - Tengoku de Kimi ni Aetara
- 2008 - Keitai Kareshi
- 2010 - Watashi no Yasashikunai Senpai

## Apparitions

### Publicités
- 2006 - Kaou (Ekona Dresshing Show)
- 2006 - Bandai (Fushigi Hoshi no ☆ Futago Hime)

### Clips vidéos
- 2006 - Taion (par The GazettE)
- 2006 - Haru Urara Rurara (par Loonie)

### Magazines
- 2006 - Audition
- 2006 - De Vie
- 2006 - Girls
- 2006 - BOMB
- 2006 - Yangu Champion
- 2007 - Pure-Pure (PYUAPYUA) vol. 40